# Stylidium diceratum
Stylidium diceratum är en tvåhjärtbladig växtart som beskrevs av A. Lowrie och K.F. Kenneally. Stylidium diceratum ingår i släktet Stylidium och familjen Stylidiaceae. Inga underarter finns listade i Catalogue of Life.